# حسن الجبرتي
حسن بن إبراهيم بن حسن بن علي الادريسي المهاجرين إلى الحبشة من المغرب وسكنوا ارض الجبرت تعني عابد باللغة التجرينية التي يتحدث بها قوم الملك العادل احمد النجاشي في الحبشة حيث هاجر المسلمين هربا بدينهم من مكة اليهم لملكهم العادل. وكلمة جبرتي تطلق على قوم النجاشي المسلمين وحدهم الذين يسكنون الحبشة شمال اثيوبيا في مملكة اكسوم قديما التي هي اقليم تيجراي الاثيوبي ومرتفعات اريتريا حاليا. الجبرت جميعا اصولهم تعود إلى قوم الملك احمد النجاشي حفيد الملكة المسلمة سبأ التي اسلمت مع النبي سليمان عليه السلام والذين اسلموا معه (1110 هـ / 1698م - 1188 /1774م)، فقيه، له علم بالفلك والهندسة. أثنى عليه ابنه عبد الرحمن (المؤرخ) وأطال في ترجمته، وقال: إنه كان لا يعتني بالتأليف. ثم ذكر له نحو عشرين رسالة، منها «رفع الإشكال - خ» في حكم ماء الحوض، و«نزهة العين في زكاة المعدنين - خ» و«حقائق الدقائق - خ» رسالة في المواقيت، و«المفصحة فيما يتعلق بالاسطحة - خ» رسالة، و«أخصر المختصرات على ربع المقنطرات» في الفلك، و«العقد الثمين فيما يتعلق بالموازين - خ» في شستربتي (4367) و«الأقوال المعربة عن أحوال الأشربة - ط» وغير ذلك.